# 罗什福尔
罗什福尔（法語：Rochefort，法語發音：[ʁɔʃfɔʁ] ⓘ），法国西部城市，新阿基坦大区滨海夏朗德省的一个市镇，同时也是该省的一个副省会，下辖罗什福尔区，其市镇面积为21.95平方公里，2022年1月1日时人口数量为23,188人，是该省人口第三多的市镇，在所有法国城市中排名第368位。
罗什福尔位于滨海夏朗德省西部，夏朗德河入海口附近的一处曲流内侧，距离省会拉罗谢尔以南大约35公里。罗什福尔建城于17世纪，近代是法国西部重要的海洋军事工业基地，1800至1926年间是法国五大海军总督之一，现代则是一个以旅游业和机械制造业为主的区域性经济中心。

## 地名来源

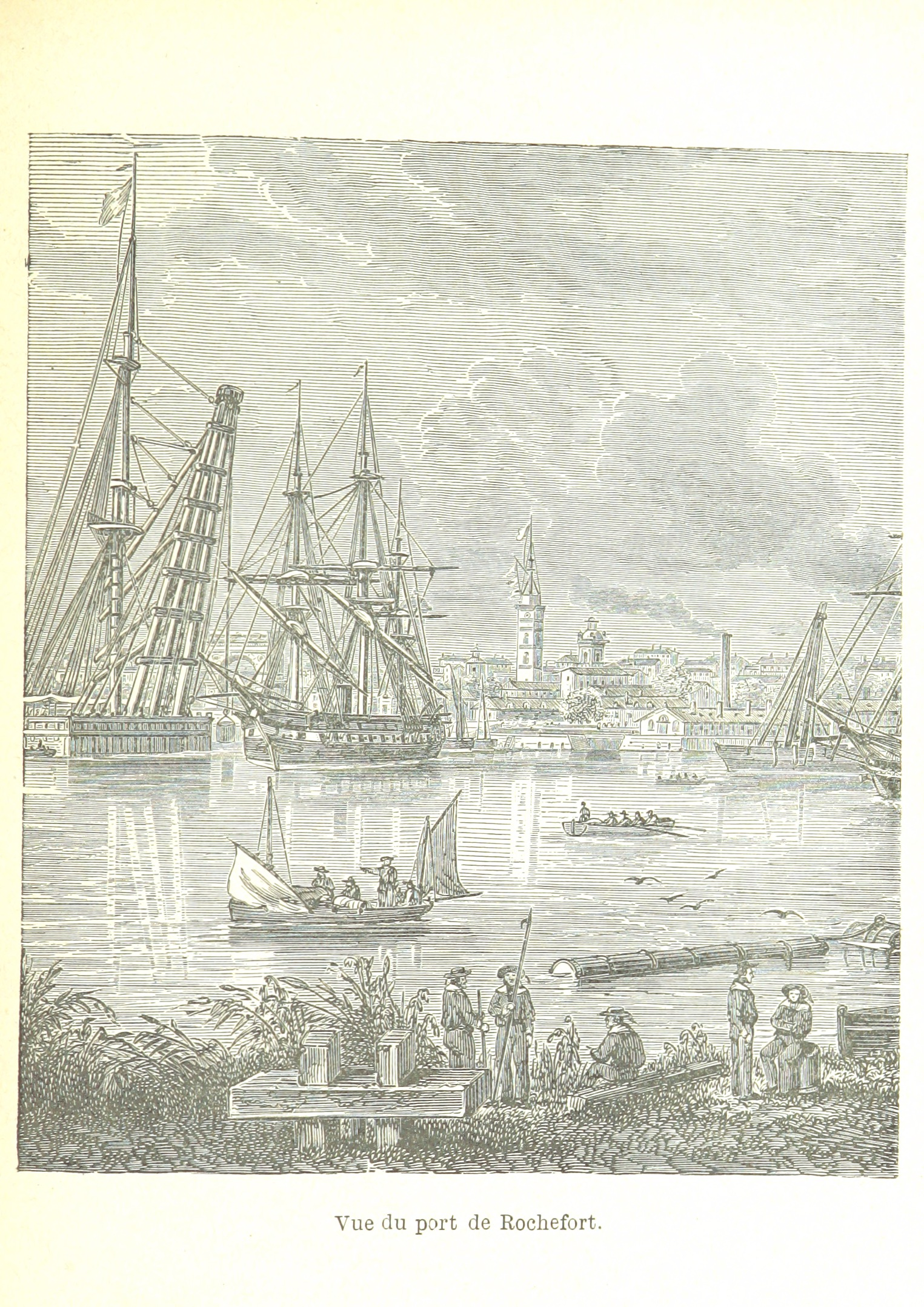
18世纪的罗什福尔港口

“罗什福尔”一名来源于中世纪中期当地的罗卡福蒂家族（Rocafortis），其现代法语形式在13世纪中期基本形成。
由于法国及法语区内有多个市镇都含有“罗什福尔”一名，为进行区分，罗什福尔有时又被称为“海滨罗什福尔”（Rochefort-sur-Mer）或“夏朗德河畔罗什福尔”（Rochefort-sur-Charente）。

## 历史
罗什福尔在中世纪以前长期为桑通日地区的一个普通村落，公元12世纪时，当地的庄园主雨格（Hugue）修建罗什福尔城堡作为其家族宅邸，后在宗教战争时期被毁。17世纪时，路易十四为强化大西洋沿岸的防御能力，计划在夏朗德河口附近建立大型军事兵工厂，在夏尔·科尔贝迪泰龙的参谋下，兵工厂选址于夏朗德河的一处曲流内侧，其首批设施于1665年12月开始兴建，包括港口、街道以及海军医学院等，夏朗德河入海段也随之进行了疏通，以方便船只来往。1777年，罗什福尔劳动改造中心建成，其罪犯被迫参加当地的建设劳动，后于1854年关闭。法国大革命期间，革命派在罗什福尔建立了集中营以关押不愿意顺从共和国军队的保守派天主教徒，后被迁移至奥莱龙岛上。1800年，罗什福尔成为五个法国海军总督之一，造船业成为当地的重要工业部门。1926年，法国海军进行了重新整合，罗什福尔兵工厂关闭，其海军总督也划归至布雷斯特，罗什福尔失去了大量就业岗位，造成了较为严重的衰退。二战后，罗什福尔逐渐发展成为一座旅游城市。2000年，罗什福尔与省会拉罗谢尔组成了拉罗谢尔-罗什福尔双核经济区。

## 地理

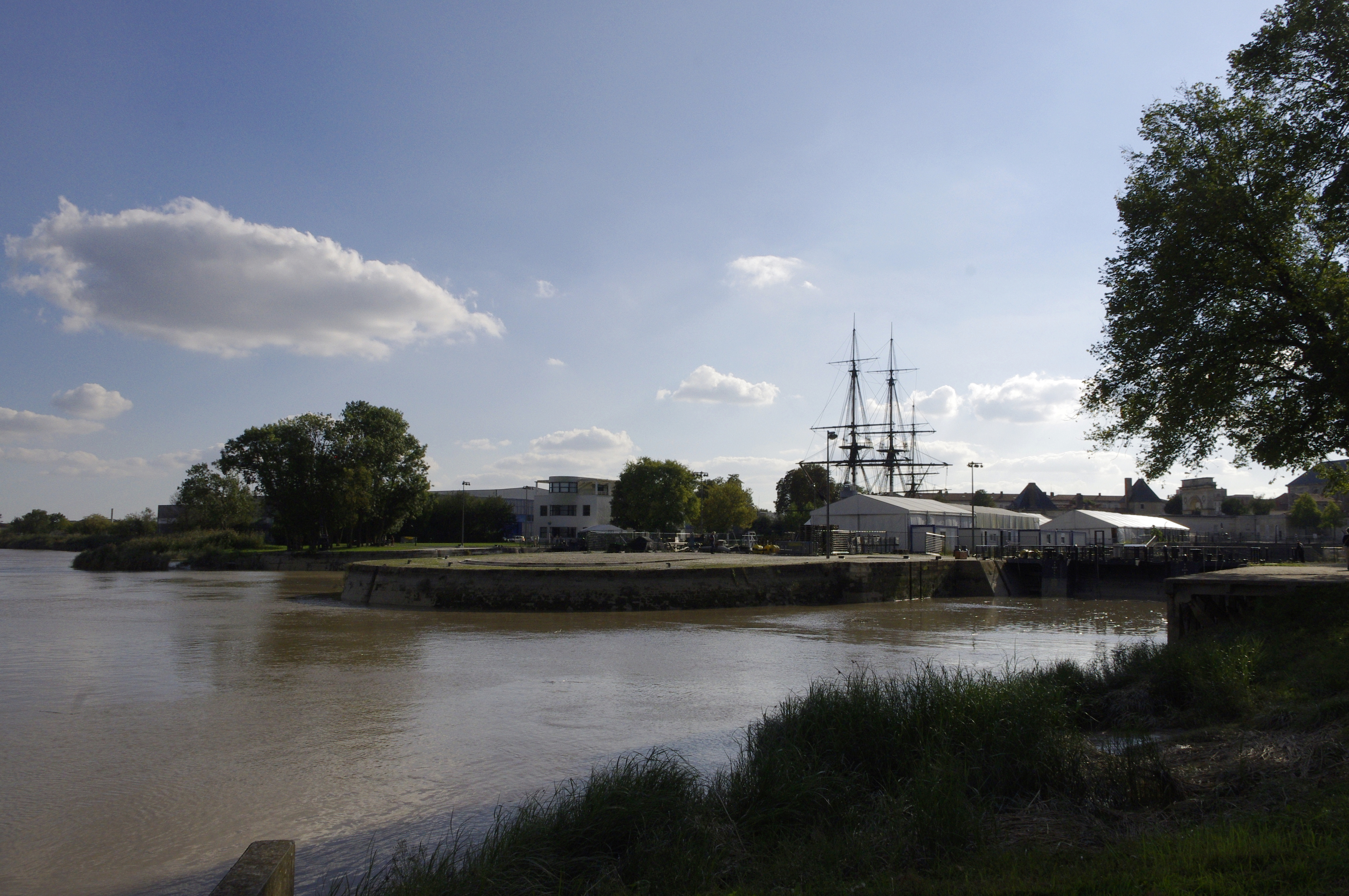
夏朗德河罗什福尔段

罗什福尔位于法国西部，新阿基坦大区西北部和滨海夏朗德省西部，距离省会拉罗谢尔大约35公里。与罗什福尔接壤的市镇包括：布勒伊马涅、埃希莱、卢瓦尔莱马赖、圣伊波利特、夏朗德河畔圣纳泽尔、苏比斯、托奈夏朗德、韦尔热鲁。

### 地形
罗什福尔位于夏朗德河下游冲积平原上，境内地势平坦，全境海拔在0到29米之间。

### 水文
夏朗德河自东向西呈“U”字形流经境内并独立入海，罗什福尔段的平均宽度约90米，除市区外，其沿岸多有盐碱地分布。

### 植被
罗什福尔属于温带落叶林区，市区内的林地较少，零星分布于夏朗德河沿岸。阿布卢瓦走廊（Cours d'Ablois）是当地的主要城市绿地。

### 气候
罗什福尔在柯本气候分类法中属于温带海洋性气候。
罗什福尔市区西北部的圣洛朗德拉普雷境内设有气象站，以下为该气象站的数据（其中日照数据取自拉罗谢尔）：
| 罗什福尔1981年－2019年 | 罗什福尔1981年－2019年 | 罗什福尔1981年－2019年 | 罗什福尔1981年－2019年 | 罗什福尔1981年－2019年 | 罗什福尔1981年－2019年 | 罗什福尔1981年－2019年 | 罗什福尔1981年－2019年 | 罗什福尔1981年－2019年 | 罗什福尔1981年－2019年 | 罗什福尔1981年－2019年 | 罗什福尔1981年－2019年 | 罗什福尔1981年－2019年 | 罗什福尔1981年－2019年 |
| 月份                   | 1月                    | 2月                    | 3月                    | 4月                    | 5月                    | 6月                    | 7月                    | 8月                    | 9月                    | 10月                   | 11月                   | 12月                   | 全年                   |
| ---------------------- | ---------------------- | ---------------------- | ---------------------- | ---------------------- | ---------------------- | ---------------------- | ---------------------- | ---------------------- | ---------------------- | ---------------------- | ---------------------- | ---------------------- | ---------------------- |
| 历史最高温 °C（°F）    | 17 (63)                | 22.6 (72.7)            | 25.4 (77.7)            | 30.4 (86.7)            | 33.2 (91.8)            | 37.9 (100.2)           | 38.6 (101.5)           | 39.8 (103.6)           | 35.7 (96.3)            | 30.4 (86.7)            | 23 (73)                | 20.1 (68.2)            | 39.8 (103.6)           |
| 平均高温 °C（°F）      | 9.5 (49.1)             | 10.7 (51.3)            | 13.7 (56.7)            | 16 (61)                | 19.7 (67.5)            | 22.9 (73.2)            | 24.9 (76.8)            | 25.1 (77.2)            | 22.8 (73.0)            | 18.7 (65.7)            | 13.2 (55.8)            | 10 (50)                | 17.3 (63.1)            |
| 日均气温 °C（°F）      | 6.3 (43.3)             | 6.8 (44.2)             | 9.2 (48.6)             | 11.3 (52.3)            | 15 (59)                | 18 (64)                | 19.9 (67.8)            | 19.9 (67.8)            | 17.5 (63.5)            | 14.3 (57.7)            | 9.5 (49.1)             | 6.7 (44.1)             | 12.9 (55.2)            |
| 平均低温 °C（°F）      | 3.1 (37.6)             | 2.8 (37.0)             | 4.8 (40.6)             | 6.6 (43.9)             | 10.2 (50.4)            | 13 (55)                | 14.9 (58.8)            | 14.7 (58.5)            | 12.2 (54.0)            | 9.9 (49.8)             | 5.8 (42.4)             | 3.5 (38.3)             | 8.5 (47.3)             |
| 历史最低温 °C（°F）    | −14.9 (5.2)            | −9.3 (15.3)            | −9.4 (15.1)            | −3.5 (25.7)            | 0 (32)                 | 3.6 (38.5)             | 7.6 (45.7)             | 6.6 (43.9)             | 3.4 (38.1)             | −2.1 (28.2)            | −7.6 (18.3)            | −9.2 (15.4)            | −14.9 (5.2)            |
| 平均降水量 mm（）      | 73.1 (2.88)            | 55.3 (2.18)            | 54.2 (2.13)            | 67.8 (2.67)            | 58.2 (2.29)            | 42 (1.7)               | 46 (1.8)               | 38.7 (1.52)            | 64 (2.5)               | 90.8 (3.57)            | 94 (3.7)               | 88.1 (3.47)            | 772.2 (30.40)          |
| 月均日照時數           | 84.3                   | 114.6                  | 165.8                  | 196.8                  | 231.3                  | 261.2                  | 271                    | 259.6                  | 212.1                  | 140.5                  | 92.3                   | 76.3                   | 2,105.8                |
| 来源：infoclimat.fr    |                        |                        |                        |                        |                        |                        |                        |                        |                        |                        |                        |                        |                        |

## 行政区划
罗什福尔是法国新阿基坦大区滨海夏朗德省的一个市镇，编号为17299，它也是滨海夏朗德省的一个副省会。罗什福尔下辖罗什福尔区，管理罗什福尔县，同时也是罗什福尔城市圈公共社区的办公驻地。
罗什福尔市镇被划为7个街区，并实行街区自治制度。
法国国家统计与经济研究所（简称）在进行数据统计时，将罗什福尔及相邻的另外4个市镇设为罗什福尔城市核心区，并将包括核心区在内的周边共20个市镇划为罗什福尔城市区。同时，还将罗什福尔市镇分为了11个“块区”（IRIS），以便于统计人口分布情况。

## 交通

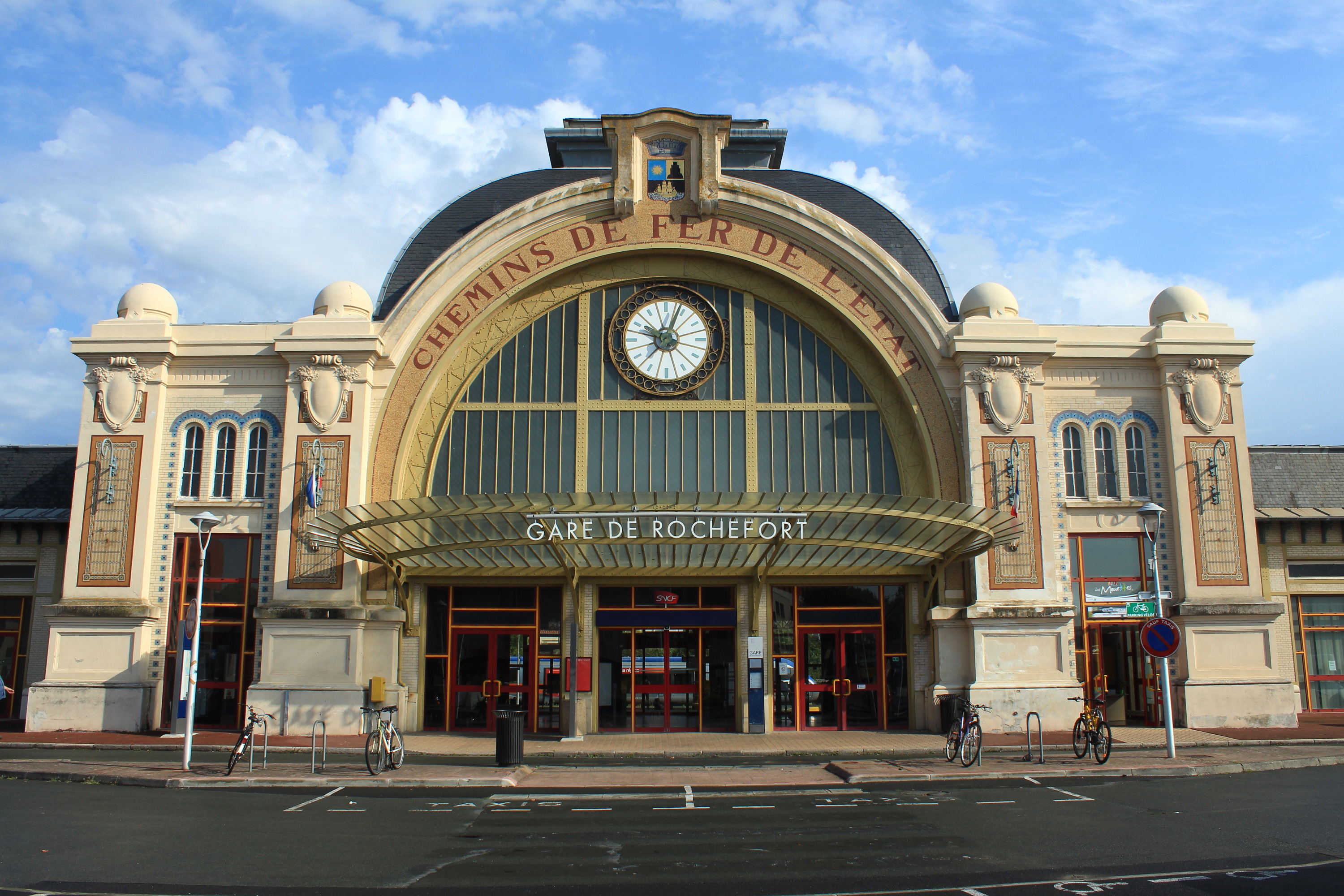
罗什福尔火车站

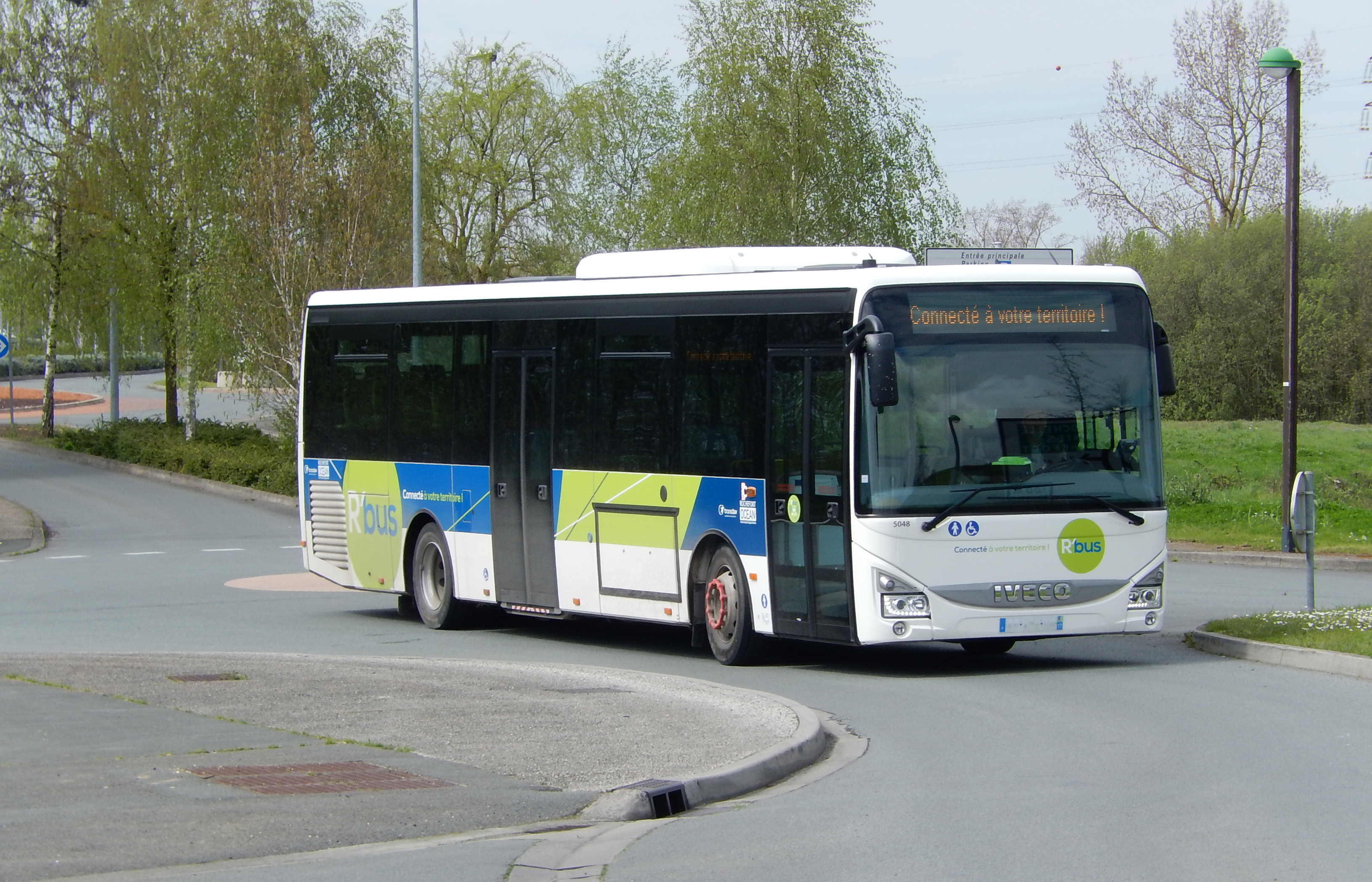
罗什福尔街头的一辆公共汽车

### 公路
法国A837高速公路经过市区北部并通过两个出入口与市区相连，此外多条滨海夏朗德省省道在罗什福尔境内交汇，滨海夏朗德省城际客运开行由罗什福尔前往拉罗谢尔、奥莱龙堡、叙热尔和圣让当热利方向的巴士线路，另有多条校车线路可前往周边部分市镇。
2016年，62.6%的罗什福尔家庭拥有至少一辆的私人汽车。同年，罗什福尔境内共发生各类交通事故22起，造成7人遇难，28人受伤，遇难者中有6人为学生，逝世于2月11日发生的重大交通事故中。

### 铁路
罗什福尔位于南特－桑特铁路上，罗什福尔站位于市区北部，该站停靠多条线路的列车：
- 城际列车线路：
  - 南特－永河畔拉罗什－拉罗谢尔－罗什福尔－桑特－波尔多（每天往返4班）
- 区域列车线路：
  - 拉罗谢尔海豚门－拉罗谢尔－罗什福尔－桑特（工作日平均半小时一班）
  - 拉罗谢尔－罗什福尔－桑特－波尔多（每天往返6班）
  - 拉罗谢尔－罗什福尔－桑特－昂古莱姆（每天往返2班）

### 航空
距离罗什福尔最近的民用航空站为拉罗谢尔雷岛机场，距离罗什福尔市中心的公路里程约38公里。

### 城市公共交通
罗什福尔城市公共交通（商业名称为）是当地的城市公共交通系统，截至2020年8月，该线路网共包括10条常规公交线路、4条补充定制巴士线路和1条连接艾克斯岛的轮渡。

## 政治

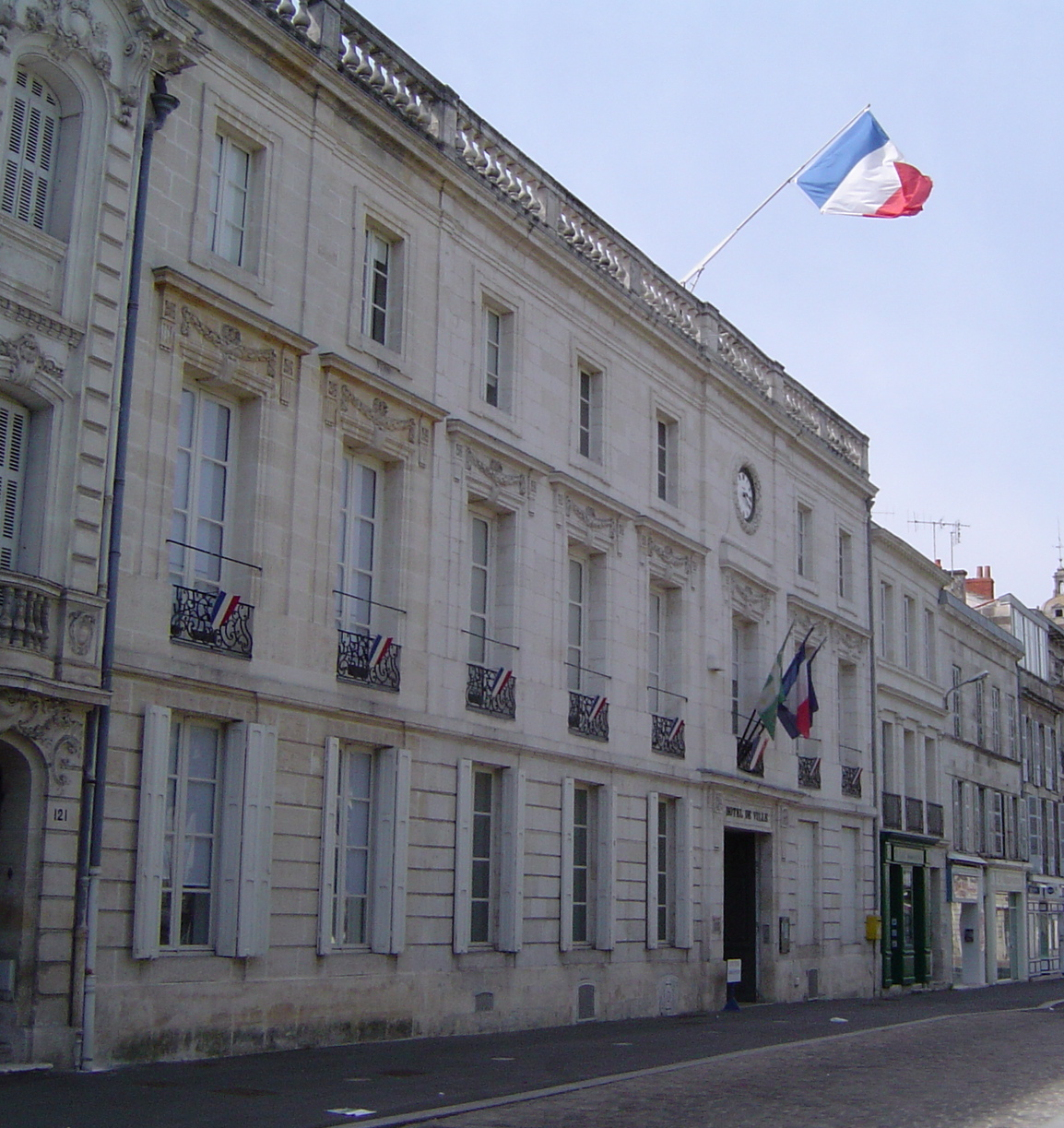
罗什福尔市政厅

罗什福尔的现任市长为埃尔韦·布朗谢先生（Hervé Blanché），他是共和党的一名成员，在2020年的市政选举中获得了58.86%的支持率。
在2017年的法国总统大选中，法国第25任总统埃马纽埃尔·马克龙在罗什福尔获得了67.25%的支持率。
| 罗什福尔历届市长 |               |                                    |
| 任期             | 市长          | 党派                               |
| 1944年－1951年   | 罗歇·加博里   | RAD激进党                          |
| 1951年－1953年   | 埃内斯特·盖潘 | 不详                               |
| 1953年－1954年   | 路易·诺丹     | 不详                               |
| 1954年－1959年   | 埃内斯特·盖潘 | 不详                               |
| 1959年－1971年   | 弗朗西斯·戈里 | DVG左翼无党派人士                  |
| 1971年－1977年   | 让·莫兰       | UDR共和国保卫联盟                  |
| 1977年－2001年   | 让-路易·弗罗  | RPR保衛共和聯盟 →DVD右翼无党派人士 |
| 2001年－2014年   | 贝尔纳·格拉塞 | PS社会党                           |
| 2014年－         | 埃尔韦·布朗谢 | UMP人民运动联盟 →LR共和黨          |

## 人口
2017年，罗什福尔市镇人口数量为24,151，在法国排名第368位。其中男性11,092人，女性12,955人，75岁及以上人口占10.9%，外籍人口数量为980人，人口密度为1,100人/平方公里，当地居民被称为（男性）或（女性）。2018年，罗什福尔境内出生217人，死亡人口327人。
| 年份   | 1936   | 1946   | 1954   | 1962   | 1968   | 1975   | 1982   | 1990   | 1999   | 2006   | 2011   | 2016   | 2017   |
| ------ | ------ | ------ | ------ | ------ | ------ | ------ | ------ | ------ | ------ | ------ | ------ | ------ | ------ |
| 人口數 | 29,482 | 29,472 | 30,858 | 28,648 | 29,226 | 28,155 | 26,167 | 25,561 | 25,797 | 26,299 | 25,183 | 24,047 | 24,151 |

## 经济
罗什福尔是一个区域性的中心城市，当地共有各类用人单位4,026家，平均历史为16年，行政、医疗及社会服务是当地的主要就业岗位类型。

## 财政收入
2018年，罗什福尔的财政收入总额为34,559,100欧元，财政支出总额为31,848,500欧元，当年的债务总额为33,575,100欧元。
2014年，罗什福尔的人均收入总额为2,456欧元，其中高职人员为3,905欧元，普通职员为1,759欧元。
2016年，罗什福尔境内的青壮年（15至64岁）失业率为22.1%，当地35.5%的家庭拥有纳税资格。

## 社会事务

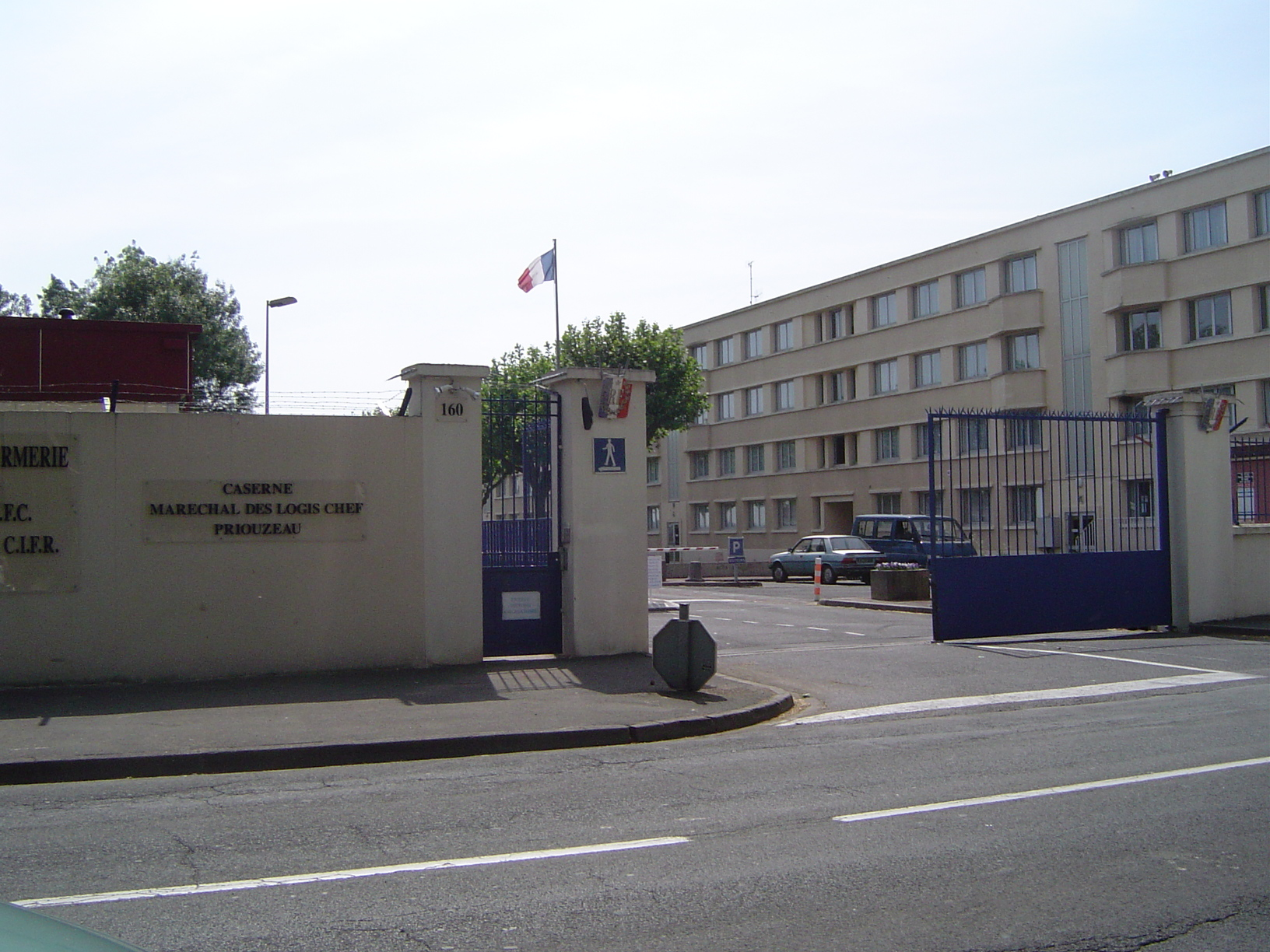
罗什福尔宪兵学校

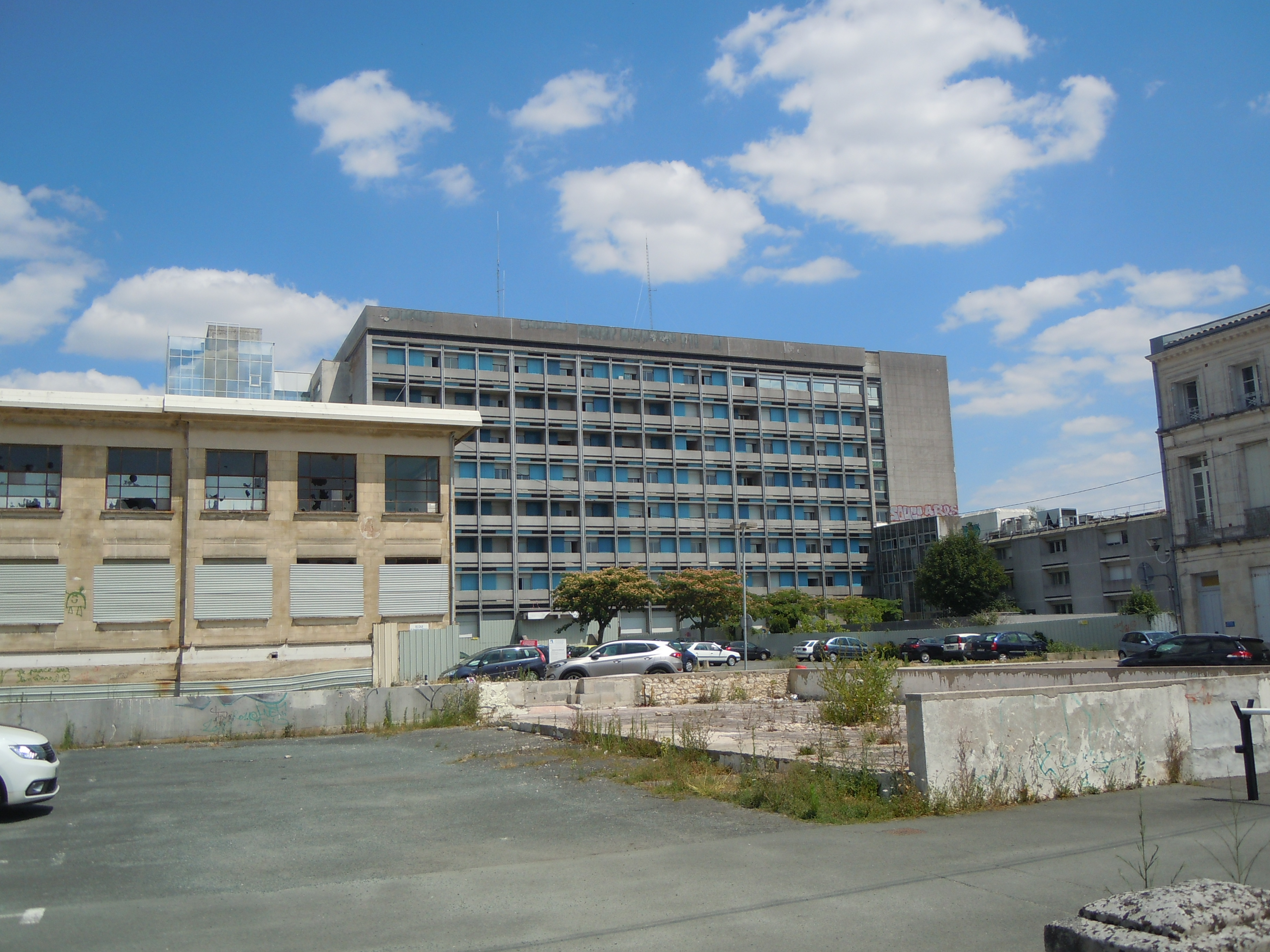
罗什福尔中心医院

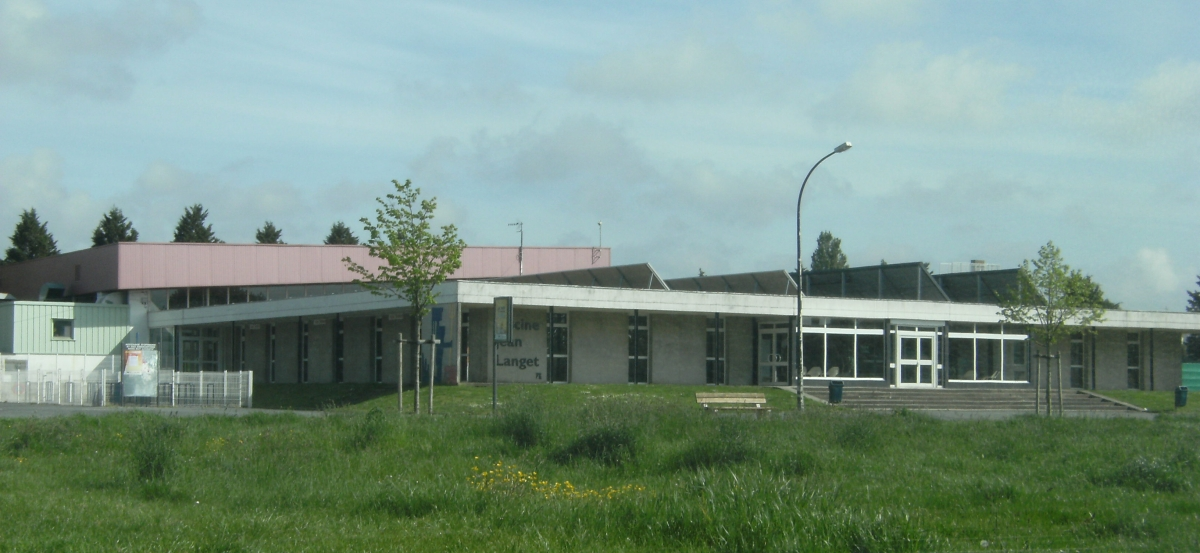
罗什福尔市政游泳馆

### 教育
罗什福尔属于普瓦捷学区。截止2018年1月1日，罗什福尔境内共有7所幼儿园、10所小学、4所初级中学、3所普通高中和1所职业高中。2018至2019学年度，罗什福尔境内共有在校中小学生3,482名。
在高等教育方面，罗什福尔拥有两所军事院校：法国空军士官培训学校和罗什福尔宪兵学校。

### 医疗
截止2018年1月1日，罗什福尔境内共有全科医生41名、保健师37名、牙医29名、护士51名、耳科医生3名、眼科医生7名、皮肤科医生3名、助产士3名、儿科医生1名和妇科医生3名。境内共有药房15家、养老院5家、残疾人帮扶中心4家。
罗什福尔中心医院建于2011年，是一个区域性的医疗机构，位于罗什福尔市区北部，设有床位463个，是当地规模最大的公立综合性医院。

### 住房
2016年，罗什福尔境内共有各类住房15,404套，其中81.4%为常住房屋。集中式居民区主要分布在市区X部。

### 商业
2017年，罗什福尔境内共有各类商铺1,733家，其中餐饮服务类767家。市区X部建有大型开放式商业街区。

### 体育
2018年，罗什福尔境内共有2家游泳池、10间健身房、3座综合体育场、18处网球场、2处马术场、6处足球或橄榄球场、5处篮球或排球场以及0处高尔夫球场。
罗什福尔足球俱乐部是当地的一支足球队，成立于1891年，2020至2021赛季参加新阿基坦大区足球联赛（法庚），其主场“多边形球场”（Stade du Polygone）位于市区南部，是当地主要的体育设施。

### 环境
罗什福尔的环境事务由其所属的公共社区负责。2017年，罗什福尔境内共有2家污染企业。

### 治安
2014年，罗什福尔及附近地区共发生各类案件8,059起，其中盗窃类案件5,351起，经济类案件707起，毒品交易类案件633起。

## 文化

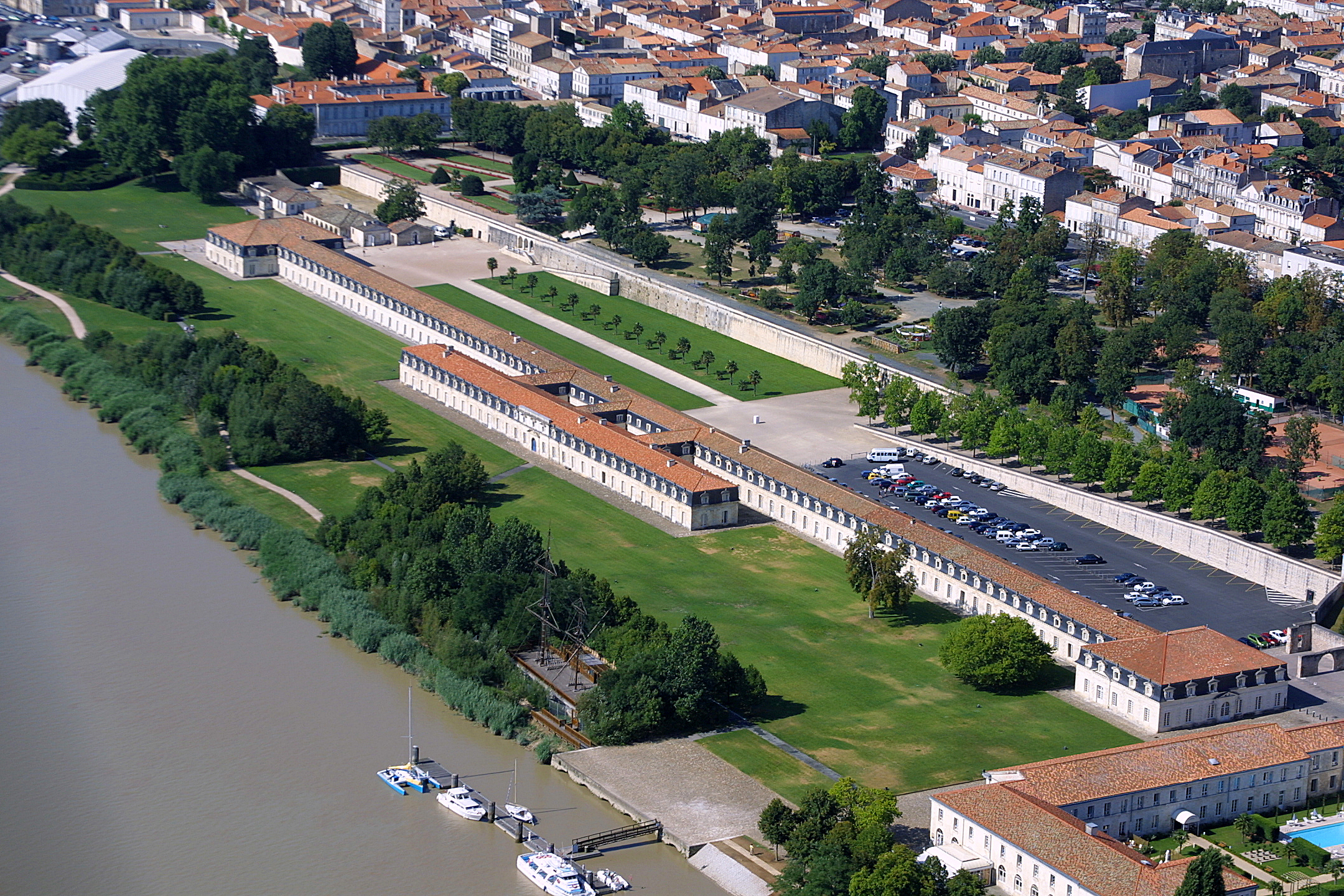
鸟瞰皇家绳楼

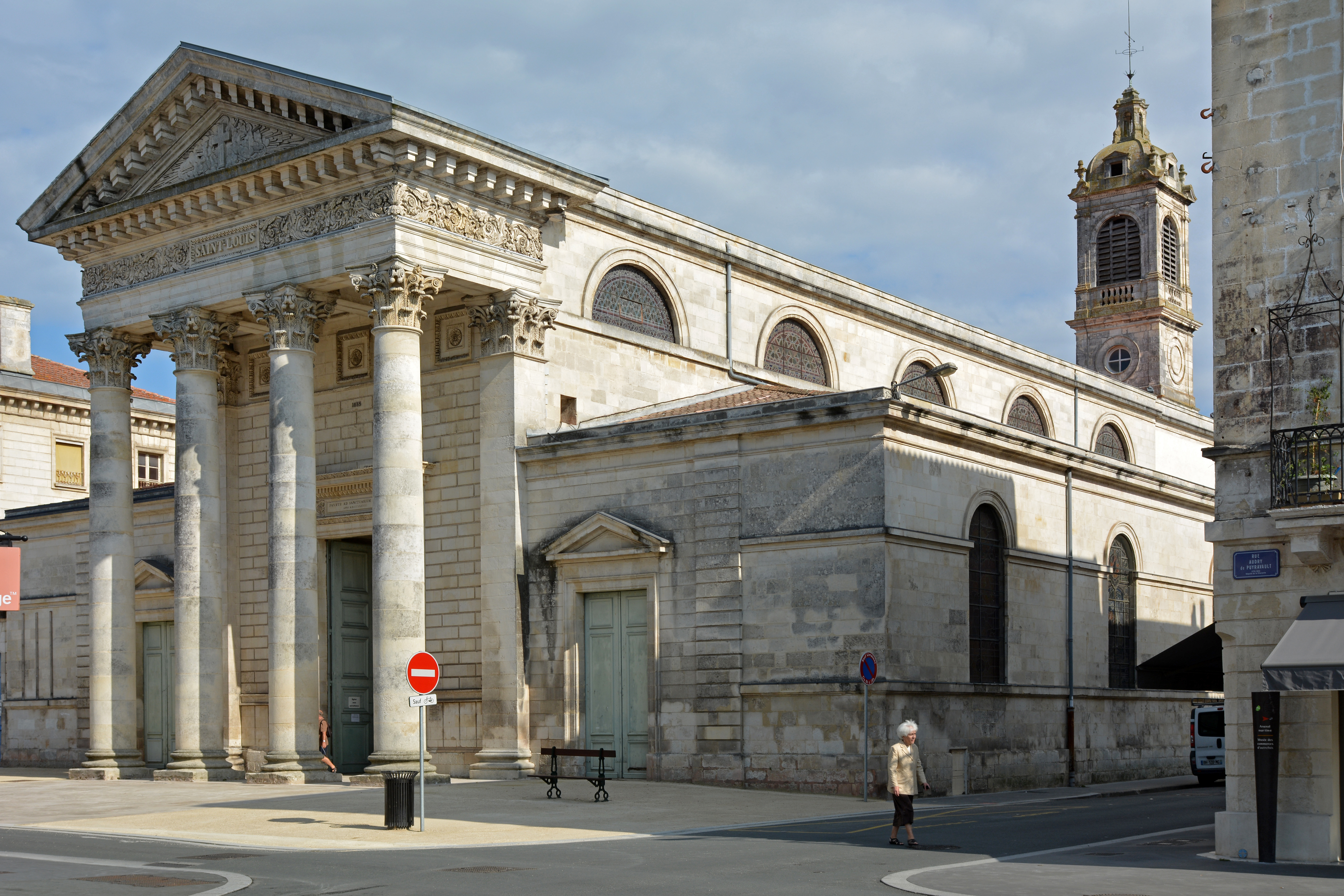
圣路易教堂

2018年，罗什福尔境内共有1个剧场、1个电影院和3个博物馆。罗什福尔市政府提供多媒体中心，向公众全年开放。

### 建筑
罗什福尔境内有多处法国国家文物保护单位，其中皇家绳楼建于17世纪，是罗什福尔兵工厂的主体建筑，其南北两端相距374米，是欧洲最长的建筑物之一，现开辟为市政图书馆。此外罗什福尔国家海洋博物馆、罗什福尔圣路易教堂等也是当地的代表性建筑物。

### 旅游
2020年，罗什福尔境内共有11个宾馆共计407间房间，另有2个露营地，可容纳共204辆露营车。

### 媒体
法国主要的媒体均可在罗什福尔接收，法国电视三台下属的新阿基坦大区频道在部分时段播出罗什福尔所属区域的地方新闻。

## 相关人物
法国外科医生勒内-普里梅韦勒·莱松、军事文学家皮埃尔·洛蒂和女作家安娜·德克洛出生于罗什福尔。

## 友好城市
截至2020年8月，罗什福尔共与两座城市互为友好城市关系：
- 西班牙 托雷拉韦加
- 德国 帕彭堡